# 小行星9119
小行星9119（9119 Georgpeuerbach）是一颗绕太阳运转的小行星，为主小行星带小行星。该小行星于1998年2月18日发现。

## 轨道参数
小行星9119的轨道半长轴为3.0494057 UA，离心率为0.094。